# Guermange
Guermange (deutsch Germingen) ist eine französische Gemeinde mit 93 Einwohnern (Stand 1. Januar 2022) im Département Moselle in der Region Grand Est (bis 2015 Lothringen). Sie gehört zum Arrondissement Sarrebourg-Château-Salins.

## Geografie
Die Gemeinde Guermange liegt etwa sieben Kilometer östlich von Dieuze am Ufer des Linderweihers (Étang de Lindre). Das Gemeindegebiet ist Teil des Regionalen Naturparks Lothringen.

## Geschichte
Das Dorf wurde 785 erstmals als Grismanga marga erwähnt und gehört seit 1766 zu Frankreich.

### Bevölkerungsentwicklung
| Jahr      | 1962 | 1968 | 1975 | 1982 | 1990 | 1999 | 2007 | 2019 |
| --------- | ---- | ---- | ---- | ---- | ---- | ---- | ---- | ---- |
| Einwohner | 149  | 132  | 124  | 132  | 115  | 111  | 90   | 88   |

## Kultur und Sehenswürdigkeiten

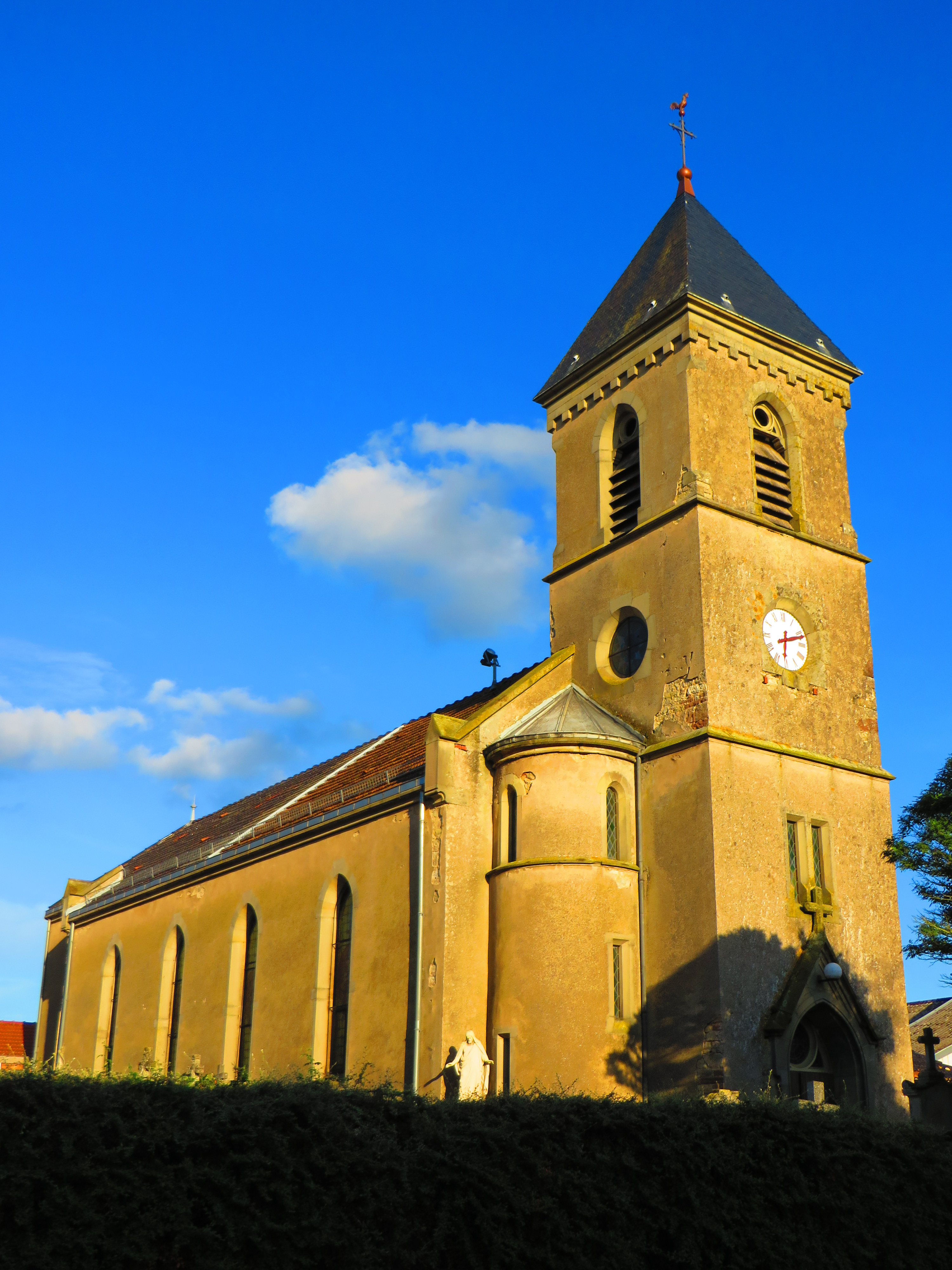
Kirche St. Peter und Paul
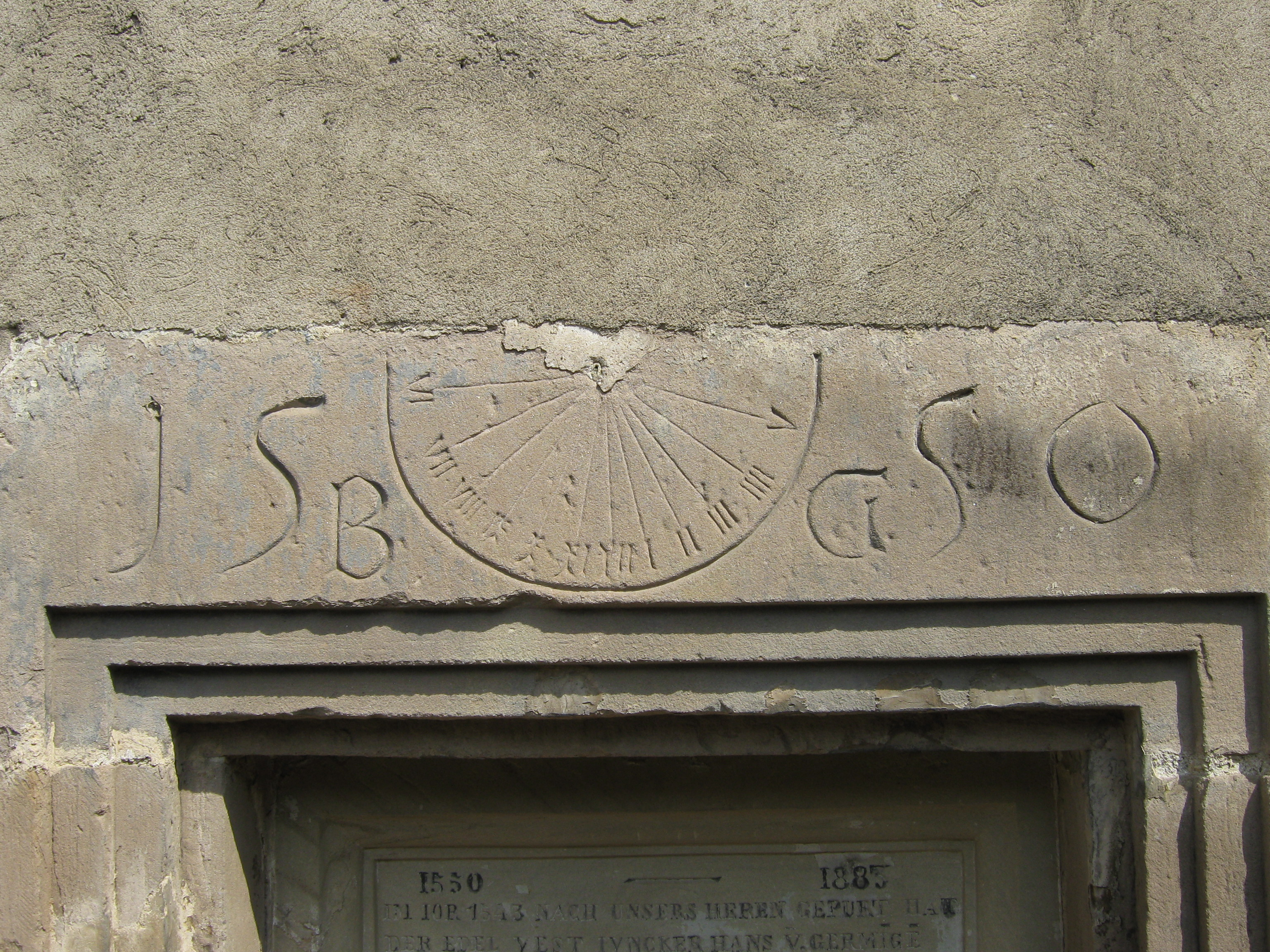
Sonnenuhr am Kirchenportal
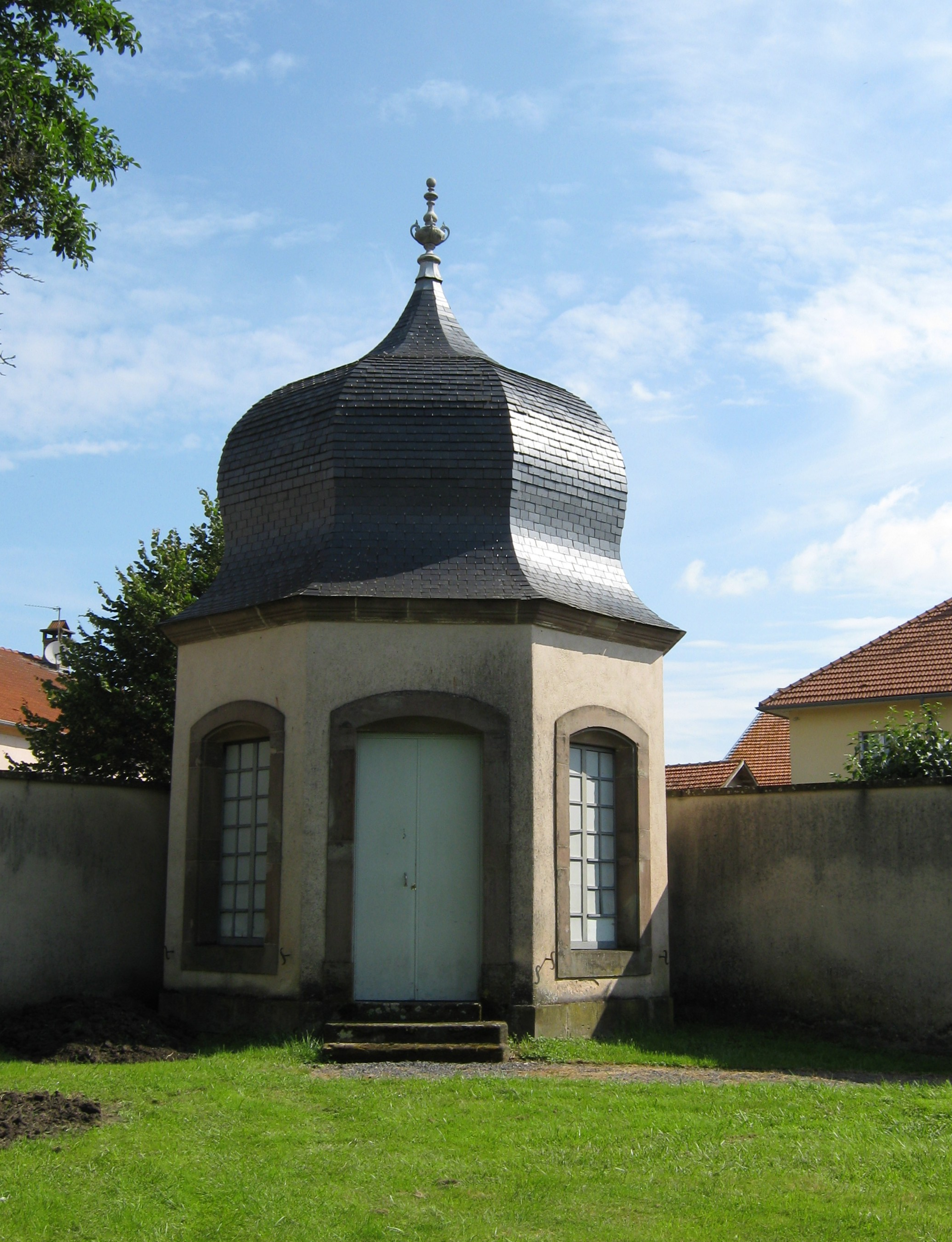
Gloriette im ehemaligen Gemüsegarten des Schlosses
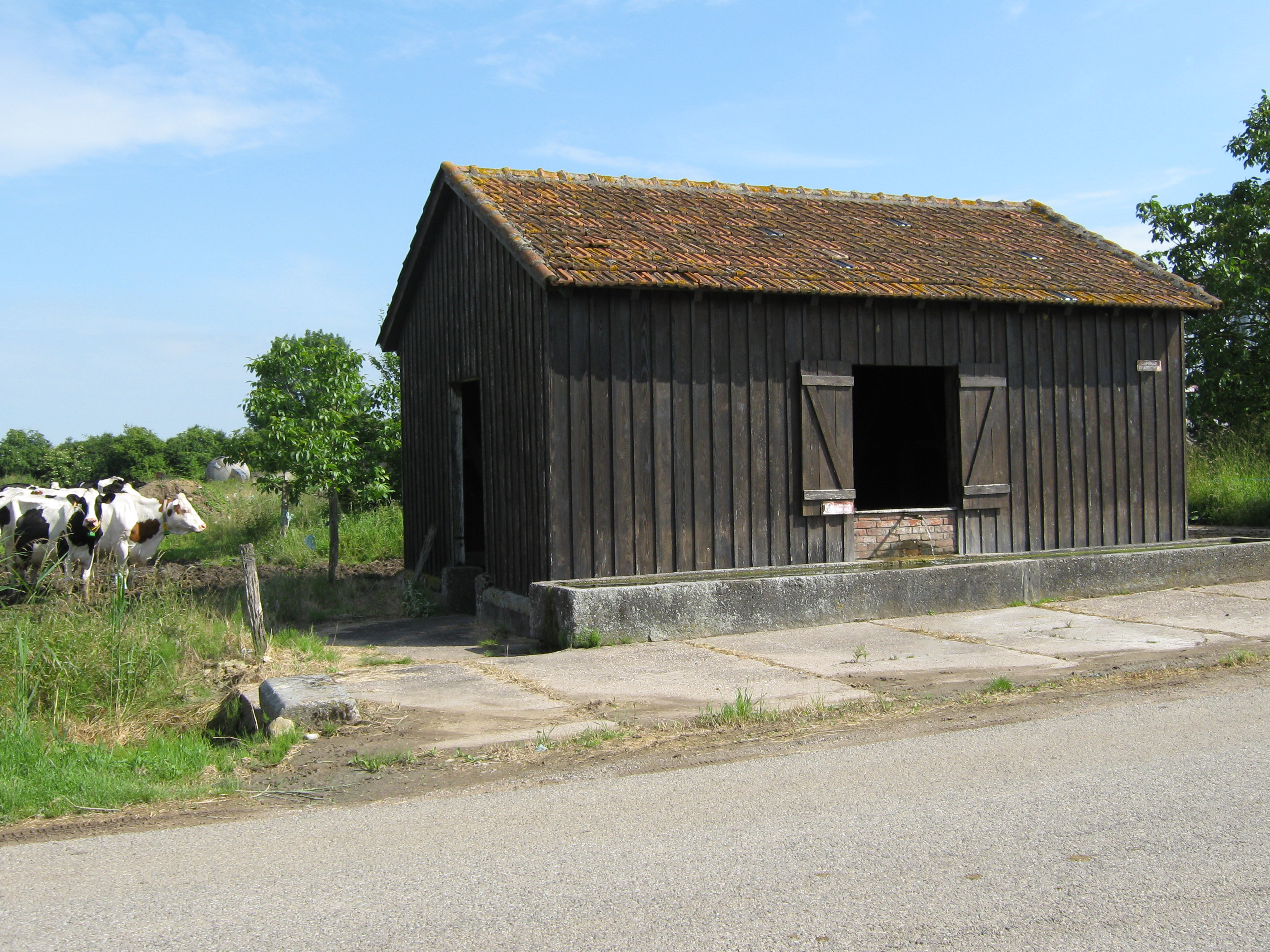
Lavoir